# 森三樹二
森 三樹二（もり みきじ、1903年6月24日 - 1958年12月1日）は、日本社会党衆議院議員（6期）。弁護士。中央大学評議員。中央大学講師。父は徳島県議会副議長を務めた。

## 略歴
- 1903年-徳島県現小松島市生まれ。
- 1907年-一家をあげて北海道十勝郡浦幌に移住する[2]。
- 北海道庁立釧路中学校卒業。
- 1931年-中央大学入学。
- 1934年-卒業。
- 1935年-高等文官試験司法科に合格し東京で弁護士を開業。
- 1946年3月-日本社会党入党。
  - 4月-第22回衆議院議員総選挙において、北海道第2区から出馬し初当選。以後6期務める。
- 1954年-高津正道ら日本社会党の議員[3]とともに、議長席を占拠し衆議院議長・堤康次郎の着席を妨害したとして、30日間の登院停止の懲罰を受けた[4]。
- 1958年-衆議院議員在任中に死去。

## その他
- 1934年、向江璋悦ら有志とともに中央大学に司法試験の受験指導を目的とする団体真法会を創設した。